# 십이지장
샘창자(duodenum) 또는 십이지장(十二指腸)은 포유류, 파충류, 조류를 포함한 대부분의 척추동물에서  소장의 첫 번째 부분이다. 이자에서 생성된 이자액, 십이지장 표면에서 나오는 장액, 간에서 생성된 쓸개즙으로 3대 영양소 모두 소화가 이루어지며, 포유류에서는 철분 흡수의 주요 통로가 되기도 한다. 참고로, 알코올은 위장에서도 흡수되지만, 위장보다는 소장에서 특히, 십이지장에서 빠른 속도로 혈류에 흡수된다.

## 같이 보기
- 이자 (해부학)
- 작은 창자
- 빈창자
- 돌창자
- 샘빈창자굽이